# Université Masaryk
L’université Masaryk (en tchèque : Masarykova univerzita) de Brno est le second établissement de l'enseignement supérieur tchèque par le nombre des étudiants qui y étudient (après l’Université Charles de Prague). Elle accueille actuellement 32 963 étudiants (2020) dans dix facultés.
L'université participe aux échanges inter-universitaires européens du réseau d'Utrecht et du Groupe de Compostelle.

## Histoire
Créée le 28 janvier 1919, elle est nommée en l'honneur de Tomáš Masaryk, professeur à l'Université Charles de Prague et premier président de la Tchécoslovaquie. C'est la troisième université fondée en Tchéquie après l'université Charles de Prague et l'université Palacký, à Olomouc.
En 1919-1920, le poste du recteur est occupé par Karel Engliš, économiste tchèque et fondateur de la théorie économique téléologique, l'un des plus importants théoriciens de l'économie dans l'entre-deux-guerres et cofondateur de l'université Masaryk.
À sa fondation l'université possède quatre facultés : juridique, médicale, scientifique et philosophique. Sa fondation a été rendue possible après la chute de la monarchie austro-hongroise, à cause de la résistance du conseil municipal, composé de germanophones qui craignaient la montée en puissance des habitants tchèques de Brno. La ville était à cette époque bilingue. Les marques de soutien pour la construction de l'université commencent dès 1905.
Dès le début, l'université pâtit du manque d'argent pour son développement. Le mauvais état des finances publiques entre 1923 et 1925 puis entre 1933 et 1934 font envisager la fermeture des facultés des lettres et des sciences. Elles restent finalement en place jusqu'au 17 novembre 1939, date de la fermeture de l'université à la suite de l'occupation allemande. Plusieurs professeurs sont torturés voire exécutés : la faculté des sciences perd un quart de son personnel enseignant. La plupart des exécutions ont lieu au camp de Mauthausen en 1942.
La réouverture de l'université après la guerre est interrompue par la prise du pouvoir par les communistes. Le pourcentage des étudiants expulsés va de 5 % pour la faculté de pédagogie à 40 % pour celle de droit. En 1953 la faculté de pédagogie (fondée en 1946) est séparée du reste de l'université. En août 1960 un décret gouvernemental fait fermer la faculté de pharmacie et l’université est renommée Jan Evangelista Purkyně univerzita d'après le biologiste Jan Evangelista Purkinje.
Avec la détente de 1964, la faculté de pédagogie est rouverte. Celle de droit l'est également en 1969. Mais les conditions changent en 1969 avec la normalisation des années 1970 et l'invasion de la Tchécoslovaquie en 1968.
L'université retrouve son nom d'origine après la révolution de velours en 1990. La faculté d'économie et administration est créée en 1991, celle d’informatique en 1994, la faculté des sciences sociales en 1998 et celle de sport en 2002. Un nouveau campus à Brno Bohunice est construit en 2002. La dernière partie doit être finie en 2015.

## Facultés
- Médecine (1919)
- Droit (1919)
- Sciences (1919)
- Lettres (1919)
- Pédagogie (1946)

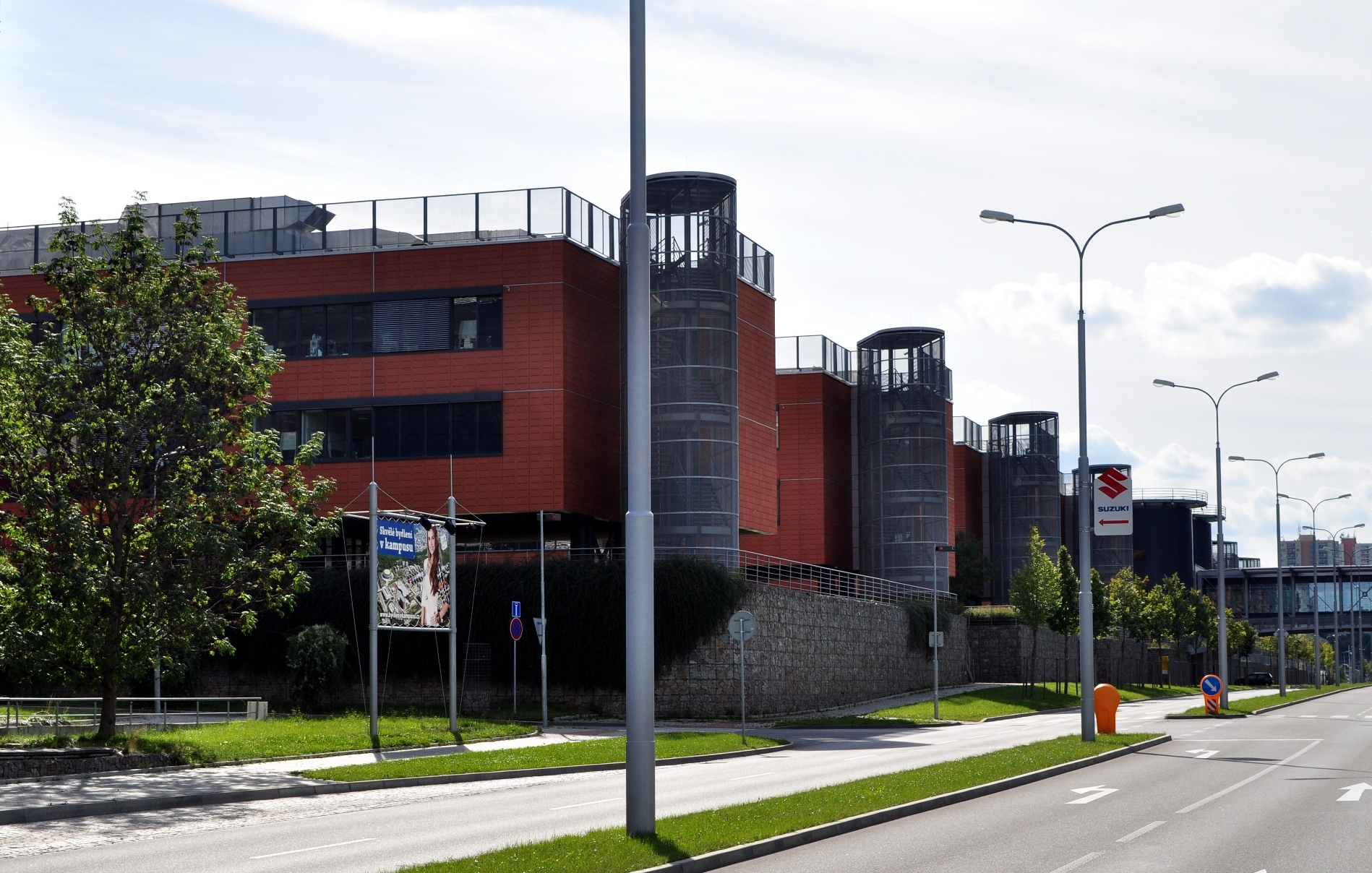
Un bâtiment du campus VI de l'université.

- Pharmacie (1952-1960, 2020 - présent)
- Économie et administration (1991)
- Informatique (1994)
- Sciences sociales (1998)
- Sport (2002)

## Personnalités liées à l'université

### Professeurs
- Eduard Čech (1893-1960) - mathématicien
- Karel Engliš (1880-1961) - économiste
- Roman Jakobson (1896-1982) - linguiste
- Jaroslav Krejčí (1892-1956) - avocat et homme politique
- Matyáš Lerch (1860-1922) - mathématicien
- Milan Jelínek (1923-2014) - linguiste et philosophe
- Michal Kunc (1974-) - mathématicien

### Étudiants
- Josef Augusta (1903-1968) - paléontologue
- Otakar Borůvka (1899-1995) - mathématicien
- Leo Eitinger (1912-1996) - psychiatre
- Ivan Blatný (1919-1990) - poète, membre de Skupina 42
- Jiří Grygar (1936-) - astronome
- Renata Laxova (1930-) - pédiatre, généticien
- Tomáš Julínek (1956-) - homme politique
- Luboš Kohoutek (1935-) - astronome
- Jan Skácel (1922-1989) - poète
- Antonín Tučapský (1928-) - compositeur
- Milan Uhde (1936-) - compositeur et homme politique
- František Vláčil (1924-1999) - réalisateur
- Josef Augusta (1946-) - joueur de hockey et entraîneur.
- Jiří Holík (1944-) - joueur de hockey
- Jaroslav Malina (1945-) - anthropologiste
- Martin Palouš (1950-) - Représentant permanent aux Nations unies (2006- ) et ambassadeur aux Nations unies pour la République tchèque (2001–2005)
- Petr Nečas (1964-) - homme politique
- Šárka Kašpárková (1971-) - athlète, spécialiste du triple saut
- Ondřej Liška (1977-) - homme politique